# لي بريسي
لي بريسي (بالإنجليزية: Lee Bracey)‏ هو لاعب كرة قدم بريطاني في مركز حراسة المرمى، ولد في 11 سبتمبر 1968 في Barking, London ‏ في المملكة المتحدة. لعب مع أشتون يونايتد وإيبسويتش تاون وسوانزي سيتي ونادي بوري ونادي تشورلي ونادي هاليفاكس تاون وهال سيتي ووست هام يونايتد.

## وصلات خارجية
- لي بريسي على موقع قاعدة بيانات كرة القدم.إي يو (الإنجليزية)
- لي بريسي على موقع Soccerbase.com (لاعب) (الإنجليزية)